# La pattuglia dell'alba
La pattuglia dell'alba è un romanzo dello scrittore statunitense Don Winslow, pubblicato in lingua originale nel 2008 e tradotto in italiano da Einaudi nel 2010.
È il primo capitolo della serie imperniata sul personaggio di Boone Daniels, investigatore privato e surfista: è infatti seguito da L'ora dei gentiluomini (2009).

## Significato del titolo
La pattuglia dell'alba è la traduzione dell'inglese The Dawn Patrol, che nella cultura del surf si riferisce alla pratica di perlustrare gli "spot" in cerca delle onde migliori e di entrare in mare con le prime luci del giorno. Il termine deriva dai voli di ricognizione dell'aviazione militare in cerca di movimenti nemici durante la Prima Guerra Mondiale, effettuati solitamente all'alba.
Nel libro La pattuglia dell'alba è sia il nome di un gruppo di accaniti e scatenati surfisti, legati tra loro da un'indissolubile amicizia, che si ritrovano sulla spiaggia di Pacific Beach a San Diego nelle prime ore della mattina per poi recarsi al lavoro, che l'ironica denominazione data dai loro sfruttatori a un gruppo di ragazzine messicane immigrate clandestinamente.

## Personaggi
Boone Daniels: surfista di fama e fondatore della Pattuglia dell'Alba, figlio di due leggende del surf come Brett e Dee Daniels è un ex poliziotto della Squadra Omicidi di San Diego che ha lasciato il Corpo dopo non essere riuscito a incastrare un pedofilo presunto omicida e ora lavora come investigatore privato. Si trova perennemente in ristrettezze economiche perché è molto selettivo nella scelta dei casi e preferisce dedicare al surf la maggior parte del suo tempo. Boone non è il suo nome di battesimo ma un soprannome datogli in gioventù dall'amico Dave The Love God; né il vero nome di Daniels né l'origine del nickname vengono rivelate.
John Kodani: detto Johnny Banzai per le origini giapponesi, detective di ottima reputazione della Squadra Omicidi della polizia di San Diego, surfista della Pattuglia dell'Alba e grande amico di Boone. I suoi nonni materni sono tra gli ultimi coltivatori di fragole di San Diego.
Steve Harrington: sbrigativo e rude tenente della squadra Omicidi della polizia di San Diego, odia profondamente Boone Daniels, venendone peraltro ricambiato, perché Boone si rifiutò di avvalersi di interrogatori illegali e tortura per incastrate il pedofilo Rasmussen.
High Tide: al secolo Josiah Pamavatuu è un samoano di 170 chilogrammi con alle spalle un'adolescenza segnata dall'appartenenza alle baby gang di San Diego, è stato salvato dal surf e dalla Pattuglia dell'Alba, ora lavora come tecnico idraulico comunale. Il soprannome (che significa alta marea) gli è stato dato perché quando entra in acqua con la sua mole il livello dell'oceano si alza.
Dave the Love God: bagnino intrepido e di grandissima abilità tecnica, la straordinaria bellezza del viso e il fisico scultoreo gli procurano conquiste femminili in serie, ottimo surfista, è un amico d'infanzia di Boone Daniels e, naturalmente, un membro della Pattuglia dell'Alba
Hang Twelve: all'anagrafe Brian Brousseau è un ragazzo di dieci anni più giovane degli altri membri della Pattuglia dell'Alba con alle spalle una famiglia disastrata (padre tossicodipendente da acidi, madre alcolizzata). Boone lo ha salvato da un destino di droghe e miseria trasmettendogli la passione per il surf. Contraddistinto dalla capigliatura rasta, da un formidabile appetito e da una curiosa deformazione delle dita dei piedi, che sono dodici (da cui il soprannome) anziché dieci,è un abile hacker e gestisce un negozio di articoli per il surf.
Ben Carruthers: detto sarcasticamente Cheerful perché sempre accigliato, è un sessantenne geniale immobiliarista e investitore finanziario che, malgrado l'enorme ricchezza, conduce una vita quasi monacale e scandita da abitudini inossidabili. Si occupa delle disastrate finanze di Boone Daniels, di cui è anche il padrone di casa, per amicizia e per gratitudine, perché il protagonista ha scoperto le infedeltà della sua ex moglie, una venticinquenne cameriera di Hooters che lo aveva sposato solo per divorziare in breve tempo e ottenere gli alimenti con cui finanziare la sognata carriera in televisione.
Sunny Day:, nata Emily Wendelin, è la bionda e stupenda ex fidanzata di Boone, con cui ha ancora un profondissimo legame, nonché l'unica ragazza ammessa nella Pattuglia dell'Alba. È una surfista superlativa e sogna di diventare una professionista sponsorizzata, ha acquisito il cognome della nonna materna, Eleanor Day, che l'ha cresciuta trasmettendole anche la passione per il surf, dopo l'abbandono da parte del padre hippy e la conseguente depressione della madre. Sunny è un nomignolo datole dalla stessa nonna perché la piccola Emily le illuminava l'esistenza
Petra Hall: affascinante giovane avvocato che lavora per il prestigioso studio legale Burke. E' inglese e figlia di Simon Hall, principe del foro di Londra, si è trasferita negli Stati Uniti laureandosi a Princeton proprio per non vivere all'ombra del genitore. Ingaggia Boone Daniels per un apparentemente semplice caso di recupero di un testimone e il suo ingresso nella vita del detective provoca ovviamente frizioni con Sunny.
Alan Burke: principe del foro di San Diego, è uno dei più frequenti committenti di Boone Daniels per le sue indagini.
Dan Silver: nome d'arte di Daniel Silveri, è un ex wrestler che gestisce locali di spogliarello oltre a numerosi affari illeciti.
Tweety: gigantesco quanto stolido guardaspalle e sicario al soldo di Dan Silver. E' chiamato come l'omonimo personaggio dei Looney Tunes per via della capigliatura giallo canarino che sovrasta la sua enorme testa.
Tamara Roddick: detta Tammy, spogliarellista dai magnetici occhi verdi, lavora nei locali di Dan Silver ed è la testimone chiave per un caso di incendio doloso.
Angela Hart: spogliarellista, è la migliore amica di Tammy Roddick
Red Eddie: boss della malavita hawaiana a San Diego coinvolto nel narcotraffico e non solo, è eternamente grato a Boone perché ha salvato suo figlio dall'annegamento.
Teddy il Re di Coppe: soprannome di Teddy Cole, il più famoso chirurgo estetico di San Diego. È un sessantenne che sembra molto più giovane a causa degli innumerevoli interventi plastici a cui si è sottoposto e ha l'abitudine di offrire interventi gratis alle ragazze più giovani e belle (specie spogliarelliste) in cambio di rapporti sessuali.
Mick Penner: posteggiatore in un hotel di lusso, trentenne dal bellissimo aspetto, usa le sue doti fisiche per sedurre ricche signore alle quali provvede poi ad alleggerire in vari modi il portafoglio. Si è sinceramente innamorato di Tamara Roddick, mettendosi nei guai.
Luce: ragazzina messicana immigrata clandestinamente e in disperata fuga da un tremendo destino

## Trama
È il 2007 e una grande mareggiata, originatasi da un terremoto sottomarino nelle Isole Aleutine, sta per giungere nella California del Sud: la folta comunità surfistica di San Diego è in agitazione, in primis i ragazzi della Pattuglia dell'Alba.
Boone Daniels, il loro leader, non vorrebbe certo essere "disturbato" dal suo saltuario lavoro di investigatore privato in un'occasione che capita una volta ogni circa dieci anni ma ovviamente la giovane avvocatessa Petra Hall arriva proprio all'antivigilia del "grande giorno" ad ingaggiarlo per un incarico apparentemente semplice: rintracciare Tammy Roddick, una spogliarellista che dovrebbe testimoniare di aver visto il proprio datore di lavoro, l'ex wrestler Dan Silver, dar fuoco a un magazzino di sua proprietà assolvendo così la compagnia di assicurazioni cliente dello studio Burke, per cui Petra lavora, dall'obbligo di rimborsare il danno. Malgrado la riluttanza iniziale, Daniels accetta a causa della necessità di guadagnare qualche soldo per pagare i suoi conti.
L'indagine sarà tutt'altro che agevole e porterà i protagonisti a scontrarsi con sempre più inquietanti interrogativi: perché Tammy e il chirurgo plastico Ted Cole si interessano a una ragazzina messicana mojada (ossia immigrata clandestina)?
Quali affari gestisce Dan Silver e quali sono i suoi rapporti con il boss hawaiano della droga Red Eddie?
E perché questi cerca di indurre High Tide a tradire l'amico Boone?
Il gigante samoano sarà più fedele alla Pattuglia dell'Alba o alla sua famiglia d'origine, in particolare i parenti rimasti nelle isole, che potrebbero subire la vendetta trasversale di Eddie?
L'indagine privata di Boone e Petra si scontrerà inoltre inevitabilmente con quelle ufficiali della polizia, condotte congiuntamente dal suo amico John Kodani e dall'arcinemico Steve Harrington.
Nel frattempo la Grande Onda sta arrivando e Sunny, l'ex fidanzata di Boone, cerca di cogliere la sua occasione per diventare una professionista del surf: nemmeno per lei sarà semplice rubare la scena a una concorrenza esclusivamente maschile e costituita da professionisti dotati di costosi mezzi tecnologici a lei inaccessibili.

## Edizioni
- Don Winslow, La pattuglia dell'alba, collana Stile libero, traduzione di Luca Conti, Einaudi, 2010,  p. 365, ISBN 978-88-06-20014-5.